# Línea Internacional Aérea (LIA)
Línea Internacional Aérea (LIA) fue una aerolínea ecuatoriana que operó en América del Sur, América del Norte, América Central y el Caribe entre los años 1958 y 1963.

## Historia
Línea Internacional Aérea (LIA) fue formada en 1957 por el capitán Everett E. Jones, quien poseía el 20% de las acciones. Jones ya había fundado la aerolínea de carga RANSA (Rutas Aéreas Nacionales S. A.) en Venezuela. LIA fue designada como una aerolínea de bandera ecuatoriana y también podría operar servicios internacionales desde Ecuador. Inicialmente operó desde septiembre de 1958 entre Guayaquil y Galápagos utilizando dos Curtiss C-46 Commando (matriculados HC-ACZ y HC-ACP). Posteriormente compró un Boeing 377 Stratocruiser (con doble matrícula HC-AGA y HC-AFS) que había pertenecido a Pan Am y lo utilizó en la ruta principal del país, entre Quito y Guayaquil.
El 24 de agosto de 1960, la Administración Federal de Aviación de EE. UU. otorgó a LIA un permiso de tres años para operar vuelos entre Ecuador y Miami vía Panamá, isla de San Andrés y La Habana o vía Bogotá y Kingston. Sin embargo, la autorización para realizar vuelos regulares a Miami fue cancelada en 1961, dado que Everett Jones había sido sospechoso de turbias maniobras políticas en Venezuela.
El capitán Everett Jones comenzó a tener problemas legales en Venezuela por esa época, como vicepresidente de RANSA, y las operaciones de LIA en Ecuador se detuvieron abruptamente en 1963, con el Boeing 377 Stratocruiser abandonado en el aeropuerto de Guayaquil. Se señala que el avión realizó un único vuelo al Aeropuerto Internacional Mariscal Sucre de Quito y por poco no logra salir de éste, dado que el Boeing 377 no era adecuado para operar en aeropuertos de gran altura.

## Antigua flota
| Aeronaves                | Total | Introducido | Retirado | Matrículas                          |
| ------------------------ | ----- | ----------- | -------- | ----------------------------------- |
| Boeing 377 Stratocruiser | 1     | 1960        | 1963     | HC-AGA (también matriculado HC-AFS) |
| Curtiss C-46 Commando    | 2     | 1958        | 1962     | HC-ACZ y HC-ACP                     |

## Antiguos destinos
| Países         | Destinos              | Aeropuertos                                    |
| -------------- | --------------------- | ---------------------------------------------- |
| Colombia       | Bogotá                | Aeropuerto Internacional El Dorado             |
| Colombia       | San Andrés            | Aeropuerto Internacional Gustavo Rojas Pinilla |
| Cuba           | La Habana             | Aeropuerto Internacional José Martí            |
| Ecuador        | Guayaquil             | Aeropuerto Internacional Simón Bolívar         |
| Ecuador        | Isla Baltra           | Aeropuerto Seymour                             |
| Ecuador        | Isla de San Cristóbal | Aeropuerto San Cristóbal                       |
| Ecuador        | Quito                 | Aeropuerto Internacional Mariscal Sucre        |
| Estados Unidos | Miami                 | Aeropuerto Internacional de Miami              |
| Jamaica        | Kingston              | Aeropuerto Internacional Norman Manley         |
| Panamá         | Ciudad de Panamá      | Aeropuerto Internacional de Tocumen            |